# فرودگاه لونجیان گوانژیشان
فرودگاه لونجیان گوانژیشان (به انگلیسی: Longyan Guanzhishan Airport) یک فرودگاه همگانی با کد یاتا LCX است . این فرودگاه در کشور چین قرار دارد .